# Hynek Ptáček von Pirkstein
Hynek Ptáček von Pirkstein (auch: Hinko Vögelchen von Pirkstein; tschechisch Hynek Ptáček z Pirkštejna; * 1404; † 27. August 1444 in Ratais an der Sasau, Chrudimer Kreis) war ein böhmischer Adliger, höchster Hof- und Münzmeister des Königreichs Böhmen sowie Verweser der Königlichen Städte.

## Leben

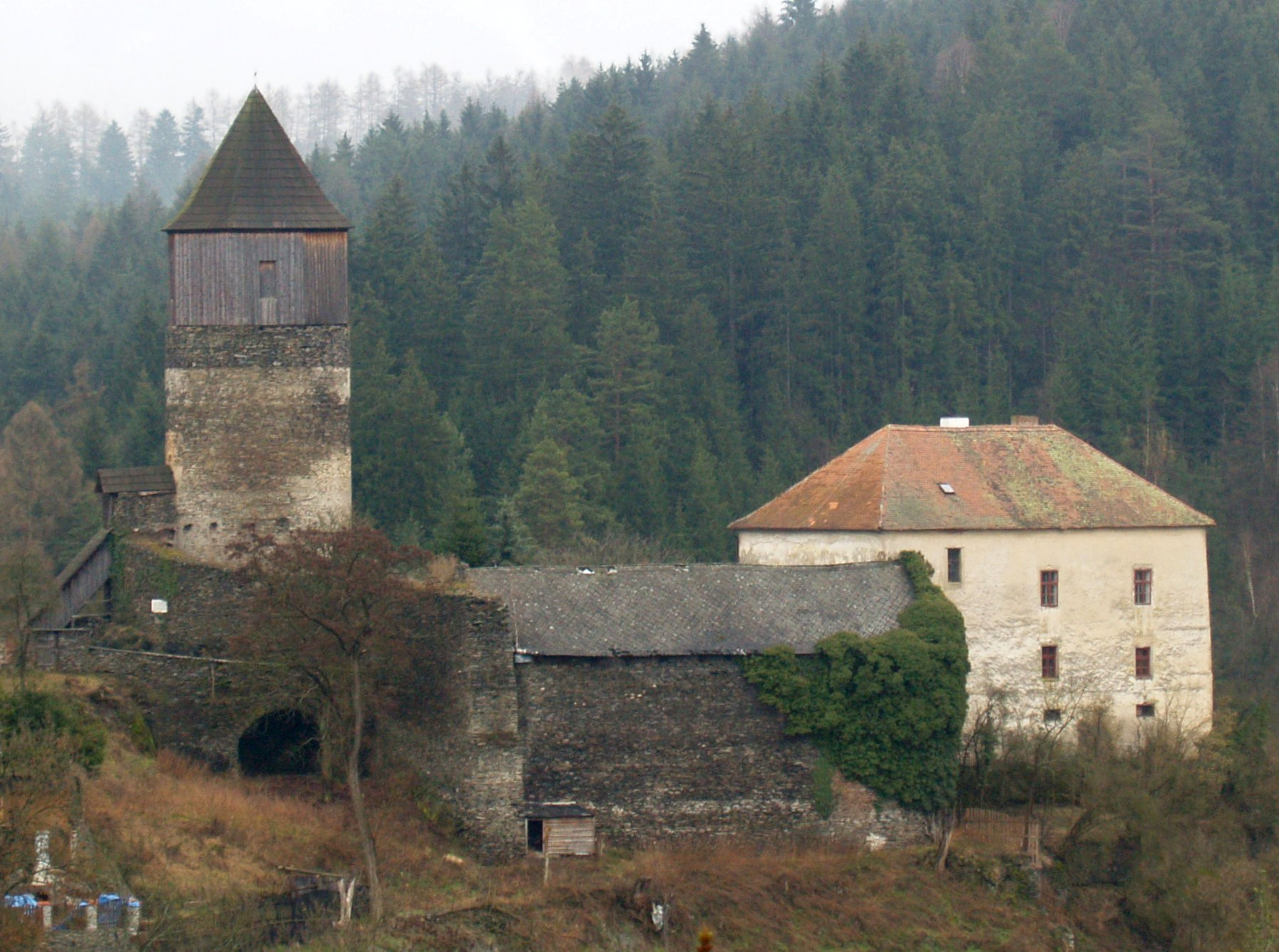
Burg Pirkstein

Hynek Ptáček von Pirkstein entstammte einer Seitenlinie des Adelsgeschlechts Leipa. Ab 1420 war er im Besitz von Rataje mit der namensgebenden Burg „Pyrgenstein“ und stieg bald zum höchsten Hof- und Münzmeister des Königreichs Böhmen sowie zum Verweser der Königlichen Städte auf. Als ein gemäßigter Vertreter des Hussiten kämpfte er 1434 in der Schlacht von Lipan auf der Seite der Prager Einheiten. In Kaiser Sigismunds Auftrag eroberte er 1437 die Burg Sion des Hussitenführer Jan Roháč z Dubé. Nach Sigismunds Tod 1437 gehörte er zusammen mit seinem Schützling und künftigen Landesverweser und böhmischen König Georg von Podiebrad zur einflussreichen Gruppe von Adeligen, die die Wahl von Sigismunds Schwiegersohn Albrecht II. zum König von Böhmen boykottierten. Hynek Ptáček von Pirkstein zählte zu den Parteigängern der Kaiserwitwe Barbara von Cilli, die ebenfalls die Wahl Albrechts verhindern wollte. Gemeinsam versuchten sie, den polnischen König Władysław III. als neuen Herrscher Böhmens zu gewinnen. Dem stellte sich jedoch eine polnische Adelsversammlung entgegen. Deshalb wurde der erst elf Jahre alte Bruder Władysławs, Kazimir als Kandidat nominiert und von der oppositionellen Gruppe gewählt, konnte sich jedoch gegen Albrecht II. nicht durchsetzen. Nach Albrechts Tod 1438 trat mit dessen Sohn Laudislaus, der erst nach Albrechts Tod geboren wurde, wegen dessen Minderjährigkeit zunächst eine Thronvakanz ein. Zusammen mit anderen Adeligen gründete Hynek Ptáček von Pirkstein 1440 das regionale Bündnis Landfried zur Wahrung des Friedens. Als dessen Hauptmann berief Hynek Ptáček von Pirkstein im August 1441 eine Versammlung nach Časlau, auf der ein Vorgehen gegen den Raubritter Jan Kolda von Žampach vereinbart wurde, der widerrechtlich mehrere Besitzungen in Ostböhmen besetzt hielt. 1443 eroberte Hynek Ptáček von Pirkstein gemeinsam mit Jan Čabelický die Prager Burg. Im darauffolgenden Jahr starb er; sein Leichnam wurde in der St.-Matthäus-Kirche in Rataje bestattet.

## Familie
Hynek Ptáček war mit Jitka von Kunstadt verheiratet, einer Tochter des Heralt von Kunstadt († 1408). Nach deren Tod vermählte er sich mit Anna († 1452), Tochter des Oberstmünzmeisters Ulrich V. von Neuhaus. Dieser Ehe entstammte die Tochter
- Margarethe, die 1463 Herzog Viktorin, den zweitgeborenen Sohn Georgs von Podiebrad heiratete.